# مالين الواد 2 (المزامزة الجنوبية)
مالين الواد 2 هي إحدى مشيخات المملكة المغربية، تتبع جغرافيا لإقليم سطات وإداريًا لجماعة المزامزة الجنوبية (سابقا لجماعة تامدروست). يقدر عدد سكانها بـ 2420 نسمة حسب الإحصاء الرسمي للسكان والسكنى لسنة 2004.